# Japón en los Juegos Olímpicos de Río de Janeiro 2016
Japón estuvo representado en los Juegos Olímpicos de Río de Janeiro 2016 por un total de 333 deportistas que compitieron en 30 deportes. Responsable del equipo olímpico es el Comité Olímpico Japonés, así como las federaciones deportivas nacionales de cada deporte con participación.
El portador de la bandera en la ceremonia de apertura fue el atleta Keisuke Ushiro.

## Medallistas
El equipo olímpico de Japón obtuvo las siguientes medallas:
| Nombre | Deporte               | Competición              |
| --- | --------------------- | ------------------------ |
| Oro |                       |                          |
| Misaki Matsutomo Ayaka Takahashi                                                                                       | Bádminton             | Dobles F                 |
| Kohei Uchimura | Gimnasia artística    | Concurso completo ind. M |
| Ryohei Kato Kenzo Shirai Yusuke Tanaka Koji Yamamuro Kohei Uchimura                                                    | Gimnasia artística    | Concurso por equipos M   |
| Shohei Ono | Judo                  | –73 kg M                 |
| Mashu Baker | Judo                  | –90 kg M                 |
| Haruka Tachimoto | Judo                  | –70 kg F                 |
| Eri Tosaka | Lucha libre           | 48 kg F                  |
| Kaori Icho | Lucha libre           | 58 kg F                  |
| Sara Dosho | Lucha libre           | 69 kg F                  |
| Risako Kawai | Lucha libre           | 63 kg F                  |
| Rie Kaneto | Natación              | 200 m braza F            |
| Kosuke Hagino | Natación              | 400 m estilos M          |
| Plata |                       |                          |
| Ryota Yamagata Shota Iizuka Yoshihide Kiryu Aska Cambridge                                                             | Atletismo             | 4 × 100 m M              |
| Hisayoshi Harasawa | Judo                  | +100 kg M                |
| Shinobu Ota | Lucha grecorromana    | 59 kg M                  |
| Rei Higuchi | Lucha libre           | 57 kg M                  |
| Saori Yoshida | Lucha libre           | 53 kg F                  |
| Masato Sakai | Natación              | 200 m mariposa M         |
| Kosuke Hagino | Natación              | 200 m etilos M           |
| Jun Mizutani Koki Niwa Maharu Yoshimura                                                                                | Tenis de mesa         | Equipo M                 |
| Bronce |                       |                          |
| Hirooki Arai | Atletismo             | 50 km marcha M           |
| Nozomi Okuhara | Bádminton             | Individual F             |
| Kenzo Shirai | Gimnasia artística    | Salto de potro M         |
| Hiromi Miyake | Halterofilia          | 48 kg F                  |
| Naohisa Takato | Judo                  | –60 kg M                 |
| Masashi Ebinuma | Judo                  | –66 kg M                 |
| Takanori Nagase | Judo                  | –81 kg M                 |
| Ryunosuke Haga | Judo                  | –100 kg M                |
| Ami Kondo | Judo                  | –48 kg F                 |
| Misato Nakamura | Judo                  | –52 kg F                 |
| Kaori Matsumoto | Judo                  | –57 kg F                 |
| Kanae Yamabe | Judo                  | +78 kg F                 |
| Daiya Seto | Natación              | 400 m estilos M          |
| Natsumi Hoshi | Natación              | 200 m mariposa M         |
| Kosuke Hagino Naito Ehara Yuki Kobori Takeshi Matsuda                                                                  | Natación              | 4x200 m libre M          |
| Yukiko Inui Risako Mitsui                                                                                              | Natación sincronizada | Dúo F                    |
| Aika Hakoyama Yukiko Inui Kei Marumo Risako Mitsui Kanami Nakamaki Mai Nakamura Kano Omata Kurumi Yoshida Aiko Hayashi | Natación sincronizada | Equipo F                 |
| Takuya Haneda | Piragüismo en eslalon | C1 M                     |
| Kei Nishikori | Tenis                 | Individual M             |
| Jun Mizutani | Tenis de mesa         | Individual M             |
| Ai Fukuhara Kasumi Ishikawa Mima Ito                                                                                   | Tenis de mesa         | Equipo F                 |